# III Giochi della penisola del Sud-est asiatico
I III Giochi della penisola del Sud-est asiatico si sono svolti a Kuala Lumpur (Malaysia) dal 14 al 21 dicembre 1965.

## Paesi partecipanti
Ai giochi hanno partecipato atleti provenienti da sette nazioni.
- Birmania
- Cambogia
- Laos
- Malaysia
- Singapore
- Vietnam del Sud
- Thailandia

## Sport
Gli atleti hanno gareggiato nei seguenti sport: 
- Sport acquatici
  -  Nuoto (dettagli)
  -  Pallanuoto (dettagli)
  -  Tuffi (dettagli)
- Atletica leggera (dettagli)
- Badminton (dettagli)
- Pallacanestro (dettagli)
- Pugilato (dettagli)
- Ciclismo (dettagli)
- Calcio (dettagli)
- Judo (dettagli)
- Tiro (dettagli)
- Sepak takraw (dettagli)
- Tennis tavolo (dettagli)
- Tennis (dettagli)
- Pallavolo (dettagli)
- Sollevamento pesi (dettagli)

## Medagliere
*   Paese ospitante
| Posiz. | Nazione         | Oro | Argento | Bronzo | Totale |
| ------ | --------------- | --- | ------- | ------ | ------ |
| 1      | Thailandia      | 38  | 33      | 35     | 106    |
| 2      | Malaysia*       | 33  | 36      | 29     | 98     |
| 3      | Singapore       | 26  | 23      | 27     | 76     |
| 4      | Birmania        | 18  | 14      | 16     | 48     |
| 5      | Cambogia        | 15  | 19      | 17     | 51     |
| 6      | Vietnam del Sud | 5   | 7       | 7      | 19     |
| 7      | Laos            | 0   | 0       | 2      | 2      |
| Totale | Totale          | 135 | 132     | 133    | 400    |